# Верхняя Эконь
Ве́рхняя Э́конь — село в Комсомольском районе Хабаровского края. Административный центр и единственный населённый пункт сельского поселения «Село Верхняя Эконь».

## География
Село Верхняя Эконь стоит на правом берегу реки Амур примерно в 12 км выше районного центра города Комсомольск-на-Амуре (15 км по дороге) и в 6 км выше моста через Амур.
По территории села протекает Эконьский ручей, а также несколько более мелких ручьёв.
Дорога к селу Верхняя Эконь идёт от автотрассы Хабаровск — Комсомольск-на-Амуре из окрестностей села Пивань. Расстояние до автотрассы около 7 км.

## История
Село Верхняя Эконь образовалось в 1915 году на месте старого нанайского стойбища. Сельский Совет действует с 1928 года. В 1930 году в селе организовался рыболовецкий колхоз «Пятилетка». Колхозники, кроме рыболовства, занимались выращиванием картофеля, овощей. В Нижней Экони находился колхоз им. Сталина.
В 2015 году село отметило 100-летний юбилей.
В наши дни село представляет научно-историческую ценность, не раз подтверждённую изысканиями учёных. Жемчужина села – этнографический музей школы, подлинники и раритеты которого демонстрировались в Дальневосточном государственном музее им. Гродекова (г. Хабаровск).

## Население
| 1992 | 2002 | 2010 | 2011 | 2012 | 2013 | 2014 |
| ---- | ---- | ---- | ---- | ---- | ---- | ---- |
| 525  | ↘483 | ↗531 | ↗535 | ↘517 | ↘498 | ↘480 |
| 2015 | 2016 | 2017 | 2018 | 2019 | 2020 | 2021 |
| ↗482 | ↘460 | ↘445 | ↗456 | ↗484 | ↘482 | ↗501 |

## Галерея

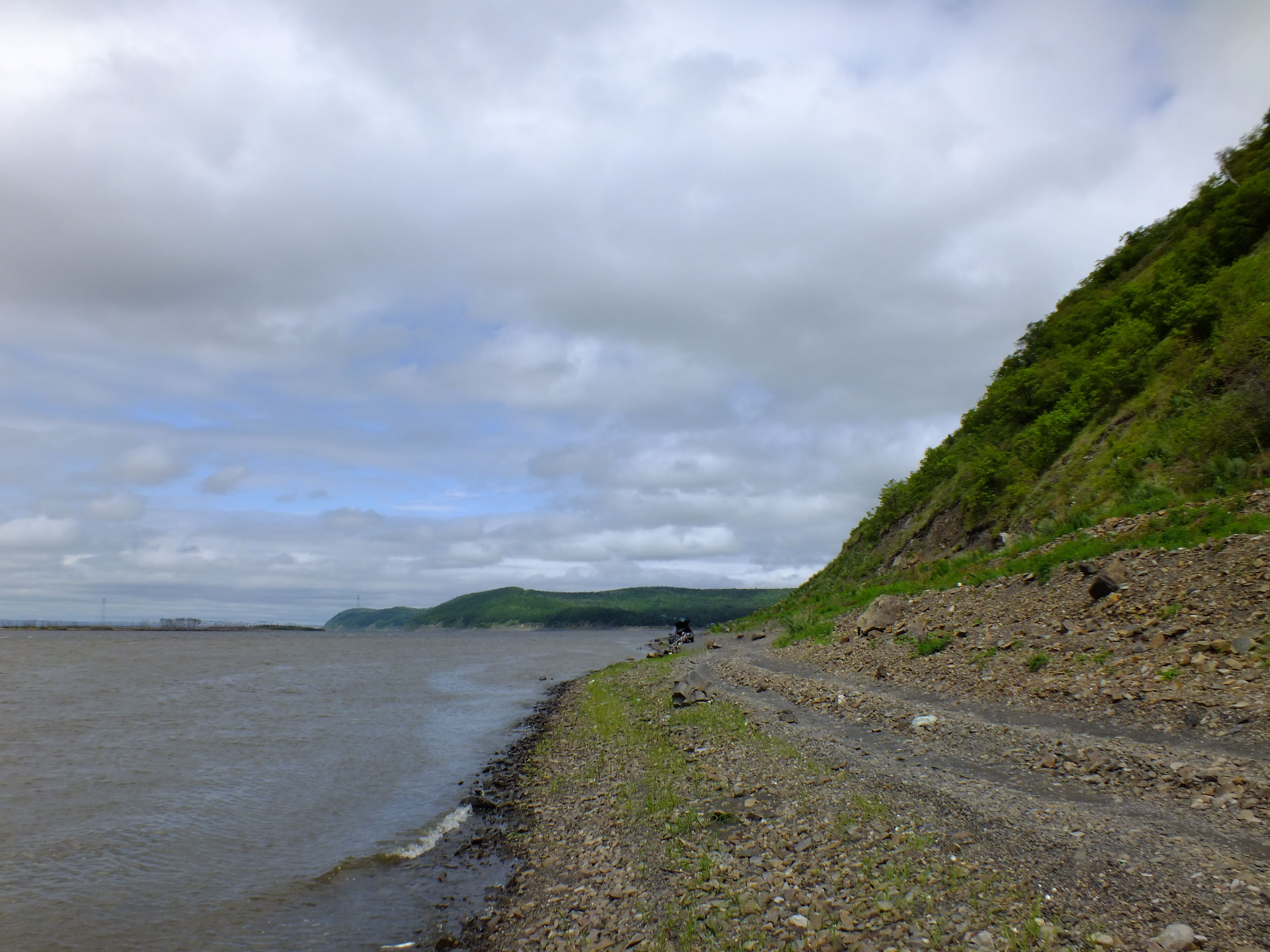
Правый берег Амура у села Верхняя Эконь.
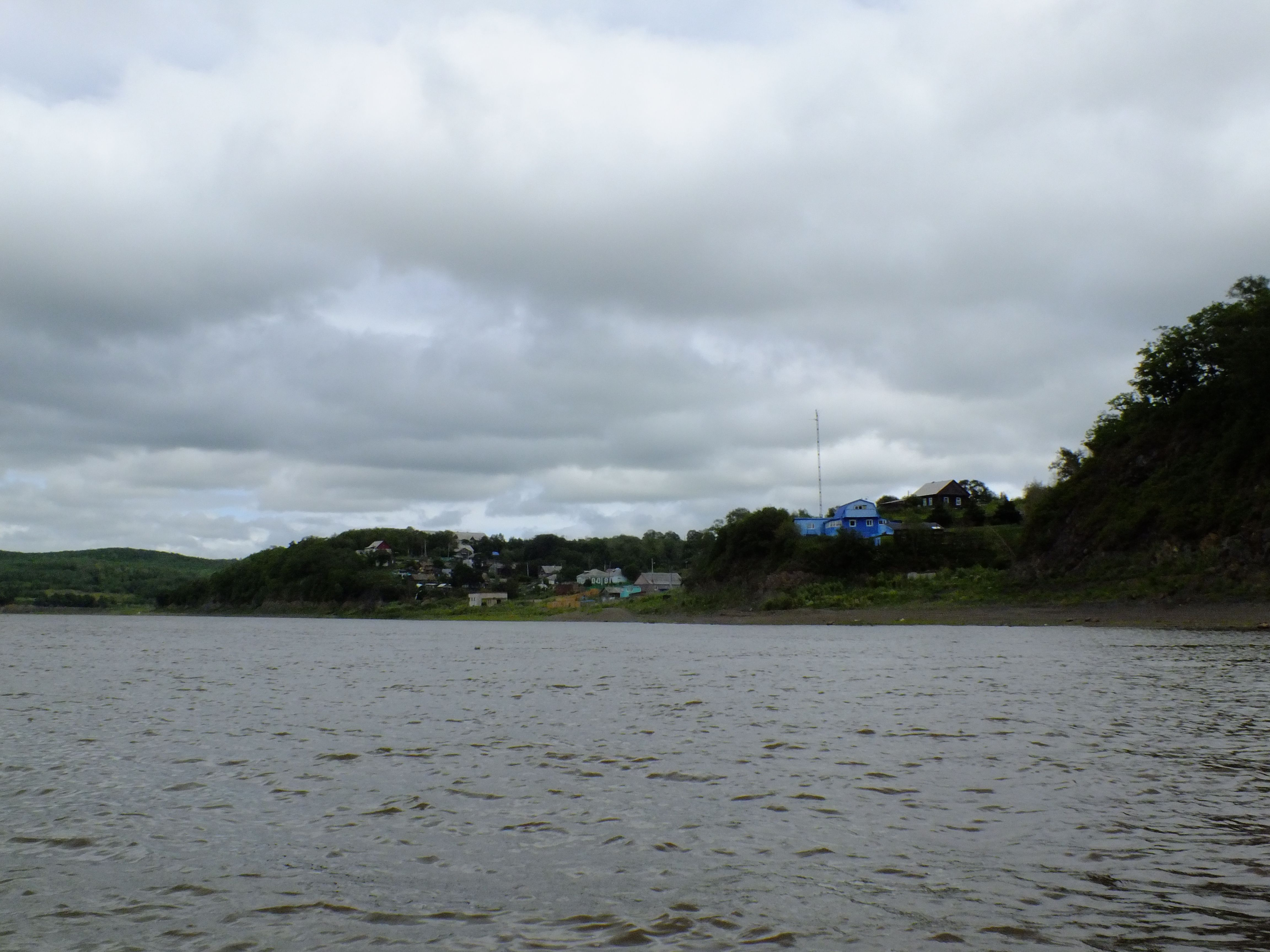
Село Верхняя Эконь, вид с акватории Амура.
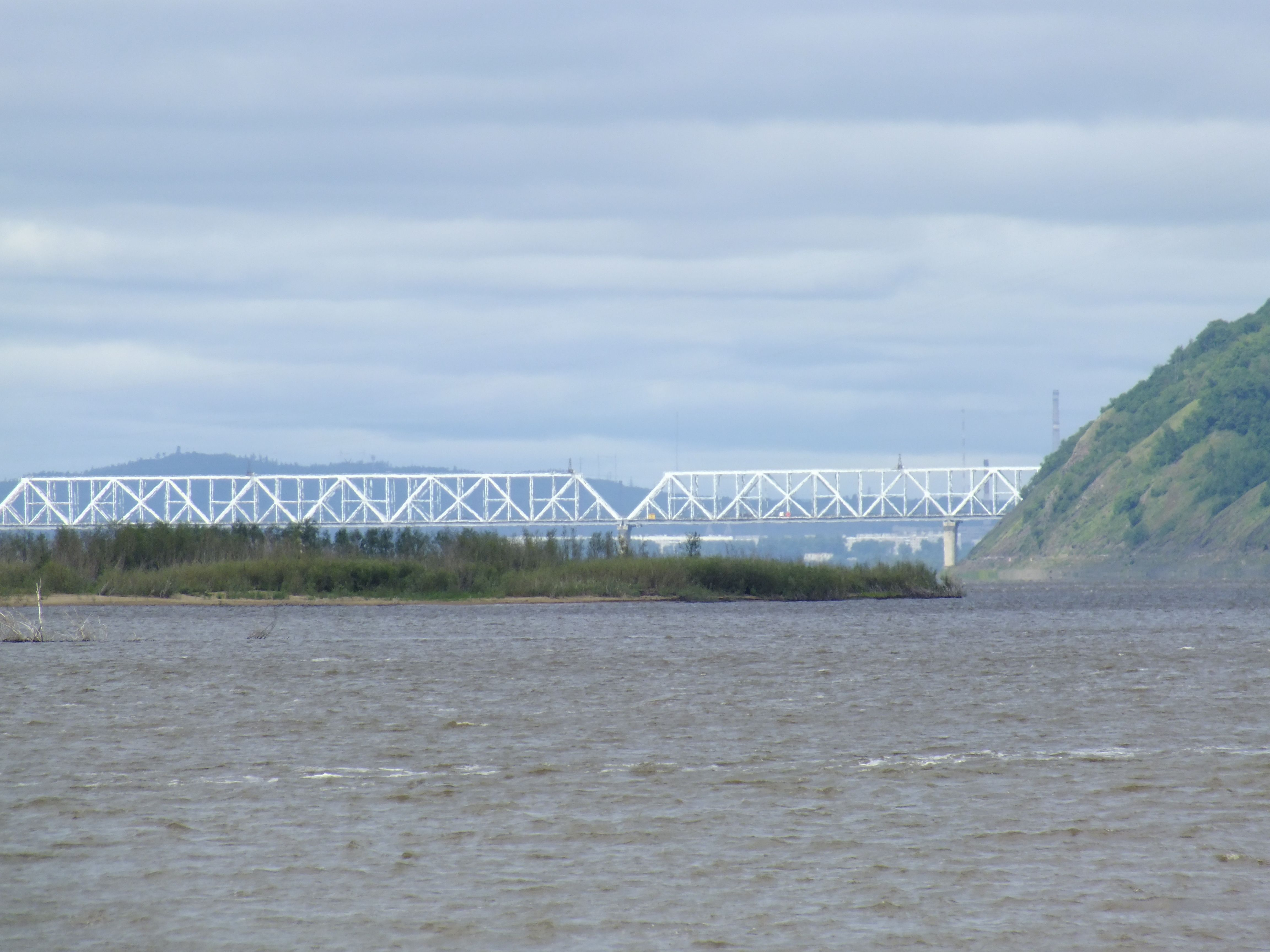
Вид на Комсомольский мост от села Верхняя Эконь, вдали виден Комсомольск-на-Амуре. Сфотографировано с увеличением.
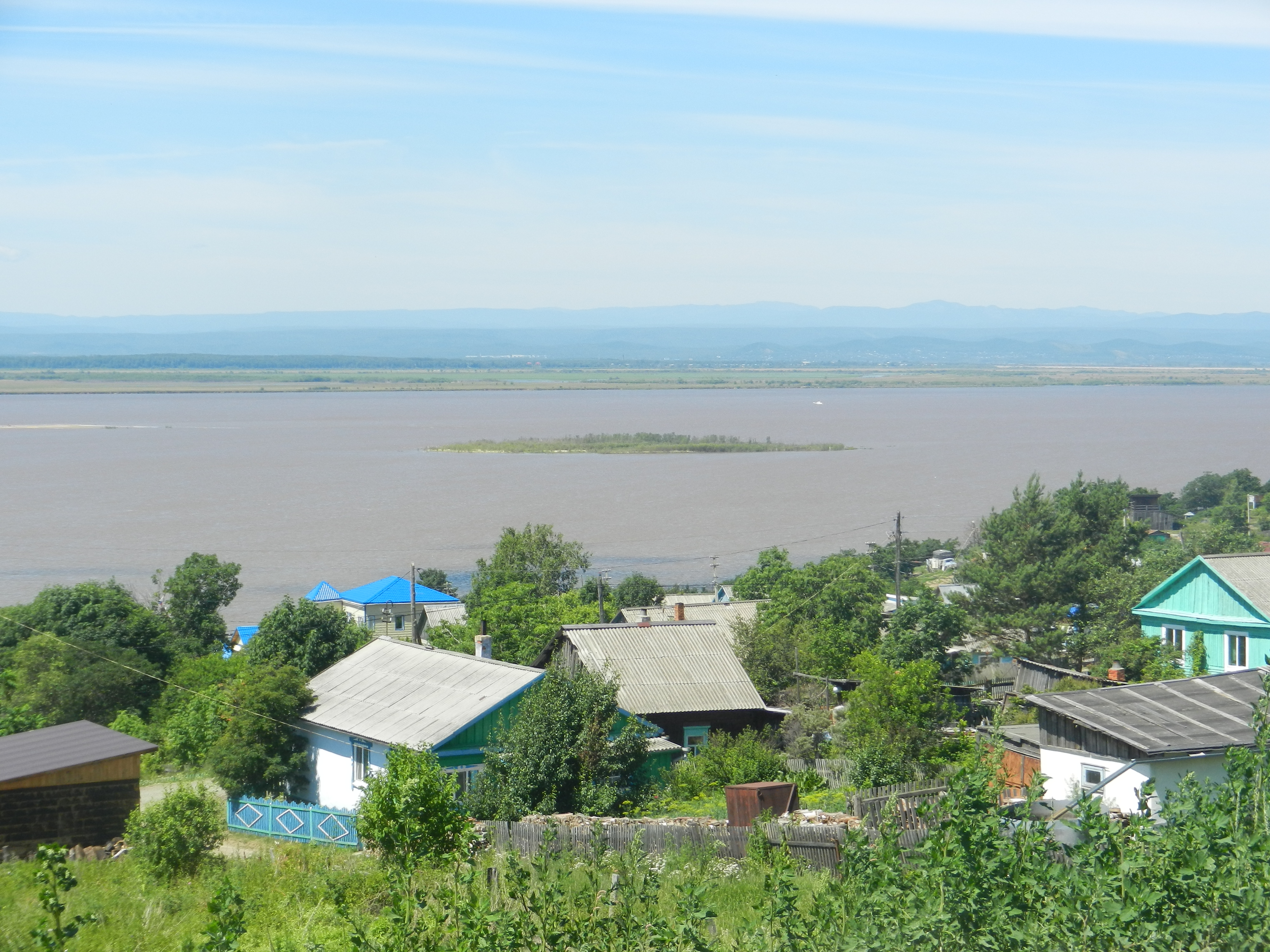
Вид из села на окрестности
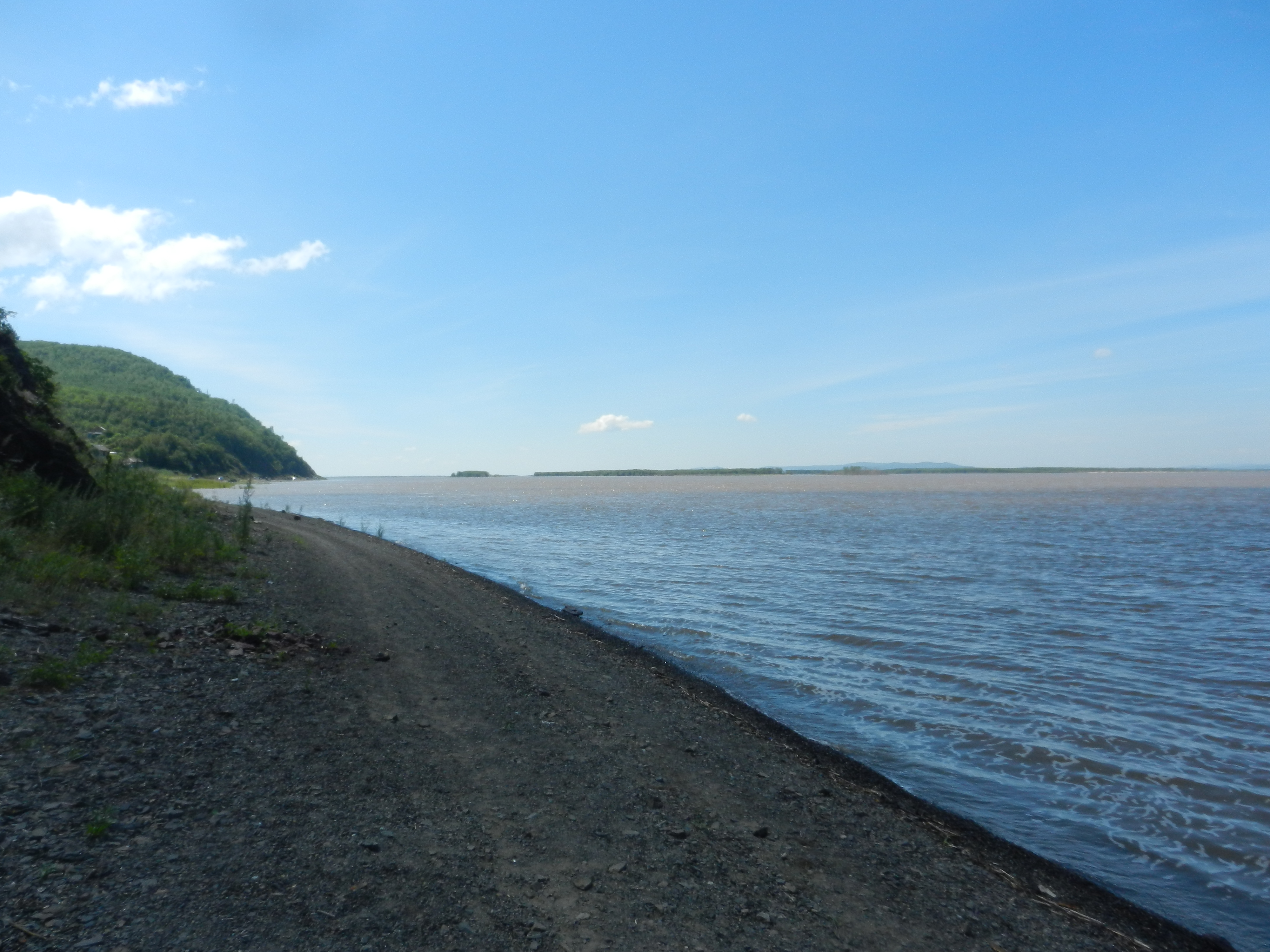
На берегу у села ранним утром

## Известные люди, связанные с селом
- Коренев, Владимир Владимирович — советский и российский писатель. Имел дачу в Верхней Экони, часто принимал на ней многих известных писателей.